# Pokolj u Skelanima
Pokolj u Skelanima je bio ratni zločin kojeg su počinili pripadnici Armije BiH nad tamošnjim autohtonim stanovništvom Srbima. Pripadnici muslimanske vojske Armije BiH upali su u selo Skelani, općina Srebrenica u samo jutro, 16. siječnja 1993. Ljudi su ubijani hladnim oružjem, snajperma, pištoljima. Kuće su spaljene, crkva i pravoslavno groblje su teško stradali.
U selu je ubijeno 69 osoba, među kojima 30 žena i petero djece. Najmlađa žrtva je bio Aleksandar Dimitrijević, star četiri godine. U Skelanima je na spomen na taj zločin podignut veliki spomenik na kojem zapisana ime i prezime, dan rođenja i smrti pojedine skelanske žrtve. Da bi se ovaj pokolj u Bosni i Hercegovini otrgnuo zaboravu, snimljen je 2016. godine dokumentarni film Zločin bez kazne - stradanje Srba u srednjem Podrinju. Bakir Izetbegović, bošnjački član Predsjedništva Bosne i Hercegovine 2013. godine posjetio je Skelane i odao počast nevinim žrtvama.

## Vanjske poveznice
- Skelani parastos